# Carlo Promis
Carlo Promis, född den 18 februari 1808 i Turin, död där den 20 maj 1872, var en italiensk arkeolog. Han var bror till Domenico Promis och farbror till Vincenzo Promis
Promis utbildade sig till arkitekt, bedrev sedermera arkeologiska studier i Rom och Florens, varefter kung Karl Albert av Sardinien 1839 utnämnde honom till kunglig arkeolog. År 1842 blev han ledamot av akademien i Turin och 1843 professor i byggnadskonst vid universitetet där. 
Promis utgav Antichità di Luni e d'Alba jucense (1836), Archeologia architettonica, Antichità d'Aosta (1862), Julia Augusta Taurinorum, storia di Torino antica (1869) och det på kungens uppmaning planlagda och utförda urkundsverket Guerre dell'indipendenza d'Italia nell 1868 per un ufficiale piemontese.